# I-mens
i-mens is een Belgische organisatie die thuishulp aanbiedt in Vlaanderen en Brussel. De organisatie heeft anno 2020 12.000 mensen in dienst en biedt huishoudhulp, thuisverpleging, gezinshulp, kraamzorg, kinderopvang en poetshulp met dienstencheques.

## Geschiedenis
In 1950 werd Thuishulp opgericht. De organisatie bood ten tijde van de verzuiling aan de socialistische zuil thuisverpleging, gezinszorg, aanvullende thuiszorg, oppashulp, poetshulp, dienstencheques en kinderzorg en hadden een sterke band met de Socialistische Mutualiteiten. Thuishulp werkte samen met haar drie zusterorganisaties Voorzorg Antwerpen, Medisom Oost-Vlaanderen en Thuisverpleging Bond Moyson West-Vlaanderen.
In 1977 werd Solidariteit voor het Gezin door Edithe Devriendt-Van Cauwenberge opgericht. De organisatie bood ten tijde van de verzuiling aan de liberale zuil thuisverpleging, gezinszorg en poetshulp aan en had een sterke band met de Liberale Mutualiteit.
In 1986 werden de activiteiten van de thuisverpleging van Solidariteit voor het Gezin afgesplitst en ondergebracht onder de aparte organisatie van Thuisverzorging in Solidariteit.
In maart 2020 fuseerden de zes thuishulporganisaties Solidariteit voor het Gezin, Thuisverzorging in Solidariteit, Thuishulp, Voorzorg Antwerpen, Medisom Oost-Vlaanderen en Thuisverpleging Bond Moyson West-Vlaanderen samen tot één organisatie, i-mens. De ontstane organisatie werkt vanaf dan samen met de onafhankelijke, neutrale, liberale en socialistische ziekenfondsen.
Aan het hoofd van de organisatie staan twee transitie-CEO’s, Erwin Devriendt en Karin Van Mossevelde.